# Kazuya Okazaki
Kazuya Okazaki (岡﨑 和也 Okazaki Kazuya?), född 28 juli 1991 i Hiroshima prefektur, är en japansk fotbollsspelare.
Okazaki började sin karriär 2010 i Fagiano Okayama. Han spelade 3 ligamatcher för klubben.